# Тише, тише, милая Шарлотта
«Тише, тише, милая Шарлотта» (англ. Hush… Hush, Sweet Charlotte) — американский чёрно-белый психологический триллер 1964 года режиссёра Роберта Олдрича. Экранизация неопубликованного рассказа Генри Фаррелла «Что случилось с кузиной Шарлоттой?». Главные роли исполнили Бетт Дейвис и Оливия Де Хэвилленд. Семь номинаций на премию «Оскар», в том числе за актёрскую работу Агнес Мурхед (щепетильная горничная Вельма). Последнее появление на экране Мэри Астор. Местом съёмок было поместье Хоумас.

## Сюжет
1927 год, Луизиана. Молодая красавица Шарлотта Холлис планирует побег со своим женатым любовником Джоном Мэйхью во время бала в загородном доме её семьи в округе Асеншен. Отец Шарлотты сообщает Джону, что накануне его посетила Джуэл, жена Джона, и рассказала о связи своего мужа с Шарлоттой. Он требует от Джона, чтобы во время предстоящей вечеринки тот сказал Шарлотте, что он её не любит и они должны расстаться. В тот же вечер Джона жестоко убивают топором в беседке в саду Холлисов. Шарлотта появляется перед гостями в состоянии шока в испачканном кровью бальном платье.
1964 год. Шарлотта, богатая старая дева, проживает в том самом загородном доме. Её отец умер год спустя после оставшегося нераскрытым убийства Мэйхью, считая виновной свою дочь. Единственный, кто заботится о Шарлотте, — её экономка Вельма. Усадьба Холлисов подлежит сносу, так как на её месте должны проложить новую трассу, но Шарлотта отказывается выселяться и прогоняет прораба с рабочими, обстреляв их из винтовки. Для поддержки Шарлотта приглашает к себе свою кузину Мириам Диринг, которая когда-то жила с ними на положении бедной родственницы, но потом перебралась в Нью-Йорк и разбогатела. По приезде Мириам возобновляет отношения с доктором Дрю Бэйлиссом, который оставил её вскоре после убийства Мэйхью.
Тем временем психическое состояние Шарлотты постепенно ухудшается: по ночам она слышит мелодию, которую Мэйхью сочинил для неё, а потом видит его отрубленные руку и голову. Вельма начинает подозревать Мириам и Дрю в сговоре против Шарлотты, о чём рассказывает мистеру Уиллису, страховому следователю из Англии. Он навещает больную Джуэл Мэйхью, и она передаёт ему запечатанный конверт, который надлежит вскрыть только после её смерти. Мириам увольняет Вельму, которая, беспокоясь о Шарлотте, позже возвращается и случайно узнаёт, что Мириам подмешивает своей кузине наркотик. Вельма пытается забрать из дома находящуюся в бессознательном состоянии Шарлотту, но Мириам убивает Вельму, ударив её по голове стулом и столкнув с лестницы. Дрю и Мириам убеждают одурманенную Шарлотту, что она сошла с ума и даже застрелила Дрю. Мириам разыгрывает спектакль будто бы, спасая Шарлотту, топит в болоте тело Дрю. Той же ночью Шарлотта встречает "покойного" Дрю на лестничной площадке и окончательно убеждается в собственном безумии. Будучи уверенными, что Шарлотта уснула у себя в комнате, любовники обнимаются на террасе и откровенно обсуждают свой план — довести Шарлотту до сумасшествия и завладеть её состоянием. Мириам рассказывает Дрю, что видела как Джуэл Мэйхью убила своего мужа и с тех пор шантажировала её на протяжении многих лет. Шарлотта выходит на балкон и слышит их разговор. В приступе ярости Шарлотта убивает обоих, столкнув им на головы большой каменный вазон.
Утром, когда Шарлотту забирают из дома, шериф Уиллис отдаёт ей письмо Джуэл, которая как раз скончалась от инсульта, узнав о ночных событиях. Шарлотта читает письмо, но его содержание зрителям не раскрывается. Когда её увозят, на её лице читается облегчение от того, что она узнала из прочитанного, она оборачивается и смотрит на свой дом.

## В ролях
- Бетт Дейвис — Шарлотта Холлис
- Оливия Де Хэвилленд — Мириам Диринг
- Джозеф Коттен — доктор Дрю Бэйлисс
- Агнес Мурхед — Вельма Кратер
- Сесил Келлауэй — Гарри Уиллис
- Мэри Астор — Джуэл Мэйхью
- Виктор Буоно — Большой Сэм Холлис
- Брюс Дерн — Джон Мэйхью
- Фрэнк Фергюсон — редактор
- Уэсли Эдди — шериф Люк Стэндиш
- Уильям Кэмпбелл — Пол Маршан
- Джордж Кеннеди — прораб
- Перси Хелтон — распорядитель на похоронах
- Хелен Клиб — городская сплетница

## Награды и номинации
- 1965 — 7 номинаций на премию «Оскар»: лучшая актриса второго плана (Агнес Мурхед), лучшая работа художника-постановщика и декоратора в чёрно-белом фильме (Уильям Глазгоу, Рафаэль Бреттон), лучшая операторская работа в чёрно-белом фильме (Джозеф Байрок), лучший дизайн костюмов (Норма Кох), лучший монтаж (Майкл Лучано), лучшее музыкальное сопровождение (Фрэнк де Вол), лучшая песня («Hush… Hush, Sweet Charlotte», музыка Фрэнк де Вол, слова Мак Дэвид).
- 1965 — премия Эдгара Аллана По за лучший фильм (Генри Фаррелл, Лукас Хеллер).
- 1965 — премия «Золотой глобус» за лучшую женскую роль второго плана (Агнес Мурхед).